# Dambisa Moyo
Dambisa Moyo (Lusaca, 2 de fevereiro de 1969) é uma economista e escritora de análises macroeconômicas e assuntos globais zambiana. Com pós-graduação em ciências empresariais, administração pública e economia pela American University, Harvard, e Oxford, Moyo geralmente dá apoio no quadro de funcionários do Barclays Bank, um grupo de serviços financeiros, SABMiller, uma cervejaria global, e Barrick Gold, uma mineradora global. Ela trabalhou por dois anos no World Bank e oito anos na Goldman Sachs antes de tornar-se uma escritora internacional. Após tomar parte na política britânica, veio a tornar-se membro da Câmara dos Lordes em 8 de novembro de 2022, recebendo da rainha Elizabeth II o título de baronesa. 

## Biografia

### Primeiros anos e Educação
Dambisa Moyo nasceu em 1969 em Lusaca, a capital da Zâmbia e estudou Química na Universidade da Zâmbia. Ela terminou a graduação nos E.U.A. através de uma bolsa de estudos para a American University em Washington, D.C. Moyo obteve um bacharelao em Química da American University em 1991, e uma MBA em Finanças da universidade em 1993.
Ela adquiriu um Mestrado em Administration Pública (MPA) na Harvard University pela John F. Kennedy School of Government em 1997. Em 2002, recebeu um PhD em Economia pelo St Antony's College, da Universidade de Oxford. Os estudos dela pela Oxford foram em macroeconomia.

## Prêmios e honras
- World Economic Forum Jovem Líder Global em 2009;[11]
- TIME 100 em 2009;[12][13]
- Oprah Winfrey's O's First-Ever Power List de 2009;[14]
- Hayek Lifetime Achievement Award em 2013;[15][16]
- GQ e a Editorial Intelligence em As 100 Mulheres Mais Conectadas de 2014;[17][18]
- Handelsblatt em 25 Grandes Pensadores em 2015;[19][20][21]
- Pensador do Mês da Thinkers50 de abril de 2015;[22][23][24]

## Vida pessoal
Moyo reside na Cidade de Nova Iorque. Pratica corridas de rua, tendo corrido várias maratonas e meia maratonas. Ela viaja extensivamente para reuniões, para palestras e aparições pessoais.